# Monumento a San Gaetano

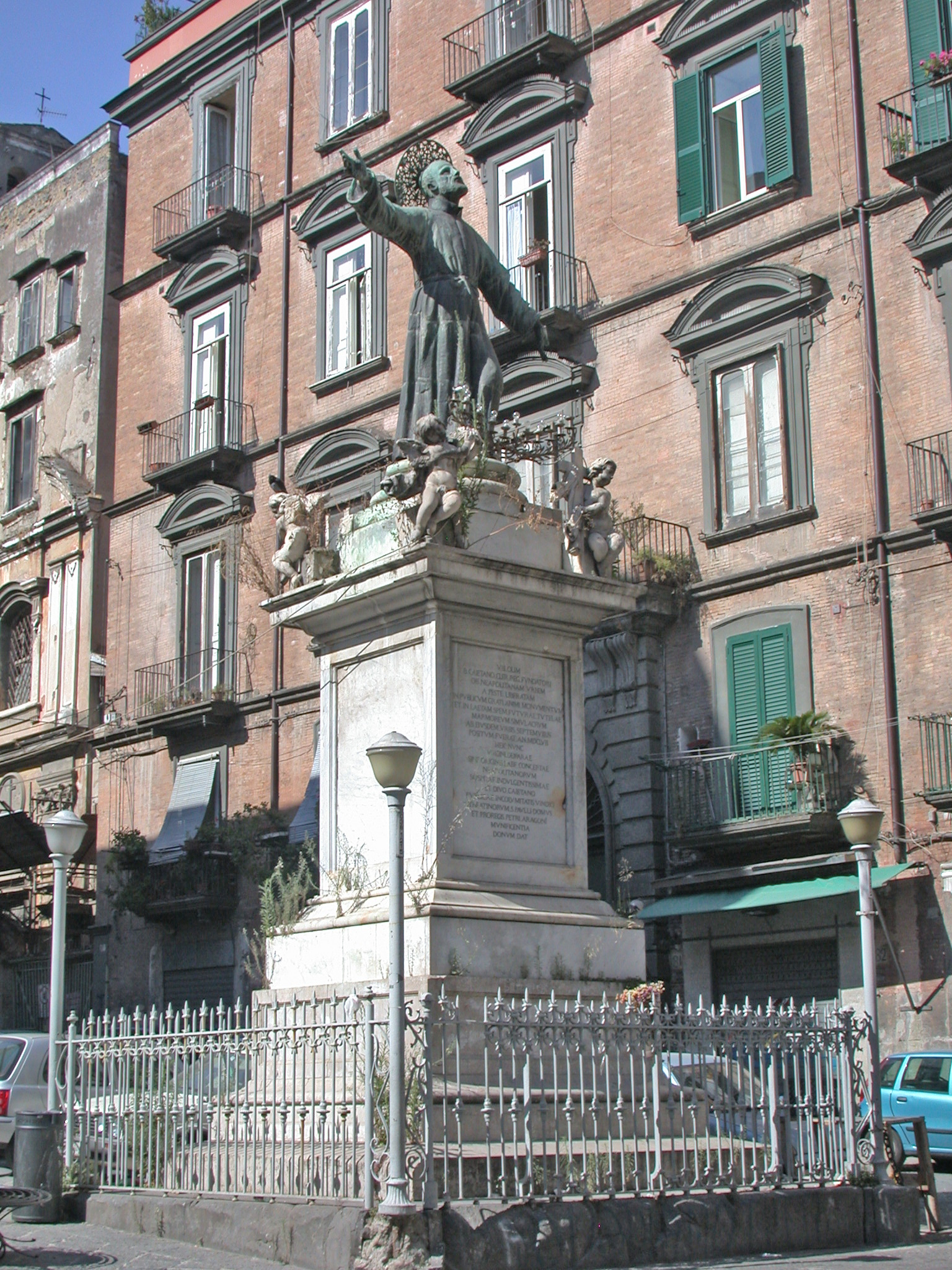
La statua

Il monumento a San Gaetano (o guglia di San Gaetano) è un monumento di Napoli dedicato a san Gaetano Thiene sito nell'omonima piazza, tra la basilica di San Paolo Maggiore e quella di San Lorenzo Maggiore.

## Storia
Il monumento fu voluto come voto per la scampata pestilenza del 1656. La sua realizzazione venne attuata dai padri teatini della basilica di San Paolo Maggiore che affidarono il progetto e l'esecuzione a Cosimo Fanzago, con la collaborazione di Andrea Falcone. L'opera fu realizzata dal 1657 al 1664.
Il risultato tuttavia non dovette piacere ai Teatini, che lo immaginavano più sontuoso; difatti il progetto originale prevedeva che il monumento si fosse sviluppato in altezza.
In quest'ottica, nel 1670 fu deciso l'utilizzo della colonna di cipollino che era stata ritrovata tempo addietro presso il duomo e che inizialmente era destinata ad essere impiegata per l'obelisco di San Gennaro. Tuttavia la famiglia Pisani, proprietaria di un palazzo in vico Cinquesanti, prossimo al monumento, si dichiarò contraria per il timore che la colonna sarebbe potuta rovinare proprio sulla loro casa. 
Il monumento, dopo molti anni in cui si dilungò la questione sulla stabilità della colonna, rimase alla fine nelle sue semplici forme e nel 1737 fu così inaugurato ponendo sui lati del piedistallo due iscrizioni dettate da Alessio Simmaco Mazzocchi. La statua seicentesca originaria fu sostituita poi da un'opera realizzata probabilmente da uno scultore romano nella stessa città capitolina verso il 1747.
La primissima idea di costruzione fu immortalata in un'edizione della guida di Domenico Antonio Parrino del 1692: presentata come una vaga piramide e, nella stessa guida del 1725, venne ricordato il piedistallo da rifare.

## Descrizione
La statua è caratterizzata da un basamento marmoreo del XVII secolo, coronato ai vertici da quattro angeli in marmo opera di Andrea Falcone.
Questi elementi sono risalenti all'intervento originario del Fanzago. Al centro del piedistallo c'è una base di colonna sormontata dalla statua in metallo del santo che mostra le braccia spalancate verso i fedeli.